# Eino Uusitalo
Eino Oskari Uusitalo (* 1. Dezember 1924 in Soini; † 19. März 2015 in Lehtimäki) war ein finnischer Politiker und wiederholt Innenminister seines Landes.

## Politische Laufbahn
Uusitalo begann seine politische Laufbahn 1955 mit der Wahl zum Abgeordneten des Finnischen Parlaments. Dort vertrat er bis 1983 die Zentrumspartei. Er kandidierte 1956, 1962, 1968 sowie 1978 erfolglos für die Nominierung als Präsidentschaftskandidat seiner Partei. Dabei unterlag er aber jeweils Urho Kekkonen, der von 1956 bis 1981 Präsident war.
Vom 28. Mai 1971 bis zum 29. Oktober 1971 war er Innenminister im Kabinett von Ahti Karjalainen. Das Amt des Innenministers übte er vom 29. September 1976 bis 19. Februar 1982 auch in den Kabinetten von Martti Miettunen, Kalevi Sorsa und Mauno Koivisto aus. Seit dem 26. Mai 1979 war er im Kabinett von Koivisto zudem stellvertretender Premierminister. Als solcher war er vom 11. September 1981 bis zum 19. Februar 1982 auch kommissarisch amtierender Premierminister, als Premierminister Koivisto den dienstunfähigen Kekkonen als Präsident vertrat und schließlich am 26. Januar 1982 zum Präsidenten gewählt wurde.

## Privates
Uusitalo war seit 1947 mit Irma Helena Lehtola verheiratet; das Paar hat vier Kinder.

## Werke
- Eino Uusitalo: Jälkipeli: Henkilöitä ja tapahtumia Kekkosen kaudella. Kirjayhtymä, Helsinki 1983, ISBN 951-26-2439-7

| Personendaten    | Personendaten                                                   |
| ---------------- | --------------------------------------------------------------- |
| NAME             | Uusitalo, Eino                                                  |
| ALTERNATIVNAMEN  | Uusitalo, Eino Oskari (vollständiger Name)                      |
| KURZBESCHREIBUNG | finnischer Politiker, Mitglied des Reichstags und Innenminister |
| GEBURTSDATUM     | 1. Dezember 1924                                                |
| GEBURTSORT       | Soini                                                           |
| STERBEDATUM      | 19. März 2015                                                   |
| STERBEORT        | Lehtimäki                                                       |